# Joseph Engelberger
Joseph Frederick Engelberger (Brooklyn, 26 luglio 1925 – Newtown, 1º dicembre 2015) è stato un ingegnere e imprenditore statunitense, fu il fautore della realizzazione del primo robot industriale inventato da George Devol, l'Unimate, e fondatore della Unimation.

## Biografia

### Infanzia e giovinezza
Joseph Frederick Engelberger nacque a Brooklyn, New York. Crebbe in Connecticut durante la Grande depressione, ma successivamente ritornò a New York City per frequentare il college.
Engelberger ricevette il B.S. in fisica nel 1946, e il M.S. in Electrical Engineering nel 1949 dalla Columbia University. Lavorò per la Manning, Maxwell and Moore, dove incontrò George Devol a Westport (Connecticut) durante un cocktail party nel 1956, due anni dopo che Devol progettò e brevettò la sua idea di robot industriale. La Manning, Maxwell and Moore fu venduta e la divisione di Engelberger chiusa.

### Unimation
Trovatosi senza lavoro, Engelberger fondò assieme la Unimation con Devol, creando così la prima azienda di robotica del mondo. Venne fondata anche, nel 1957, la Consolidated Controls Corporation. Come presidente della società Unimation, Engelberger collaborò con Devol per l'ingegnerizzazione del Unimate. Il primo esemplare fu venduto e installato alla General Motors di Ewing, New Jersey, nel 1961.
L'introduzione di tale robot, cambiò il modo di lavorare negli anni successivi, dell'industria automobilistica, con Chrysler e Ford Motor Company che seguirono ben presto l'esempio di GM. Il primo esemplare fece fare una perdita alla Unimation di 35.000 US$, e solo gli esemplari successivi portarono profitto, con costi minori di sviluppo e produzione. Nei decenni successivi la robotica industriale si diffuse enormemente in Giappone.
Nel 1966, il robot Unimate apparve al The Tonight Show Starring Johnny Carson.
Unimation comprò da Victor Scheinman la Vicarm Inc. nel 1977, e con l'aiuto dello stesso Scheinman, venne prodotto il Programmable Universal Machine for Assembly (PUMA), di nuova concezione. La società Unimation col passare degli anni calò nei profitti e venne venduta alla Westinghouse Electric Corporation nel 1982 per 107 milioni di US$. Engelberger si dimise subito dopo.

### HelpMate
Negli anni successivi Engelberger pensò alle applicazioni in ambito medico. Nel 1984, Engelberger fondò la Transitions Research Corporation. Introdusse il robot HelpMate, un robot mobile ospedaliero. Il primo esemplare venne venduto all'ospedale Danbury Hospital, di Danbury (Connecticut). Ne venne comprato un altro e ne seguirono altri cento nel mondo.
Nel 1997 Engelberger ricevette il Japan Prize.
HelpMate venne acquisita da Cardinal Health a fine anni '90.
Nel 2000 il World Automation Congress si aprì in onore di Engelberger.
Engelberger morì il 1º dicembre del 2015 a Newtown (Connecticut), a quasi 90 anni di età.

## Pubblicazioni
Engelberger pubblicò nel 1980 Robotics in Practice. Poi seguì Robotics in Service nel 1989.

## Onorificenze
Engelberger venne eletto nel 1984 alla National Academy of Engineering. Nel 1992 venne eletto "The 1000 Makers of the 20st Century" dal The Sunday Times. Ricevette il Progress Award dalla Society of Manufacturing Engineers, nel 1982 il Nyselius Award dalla American Die Casting Institution, nel 1982 il Leonardo da Vinci Award dalla American Society of Mechanical Engineers, nel 1982 il American Machinist Award, nel 1983 il Golden Omega Award della Electrical Electronics Insulation Conference, nel 1983 il McKechnie Award dalla University of Liverpool, nel 1984 la Egleston Medal dalla Columbia University, nel 1997 il Beckman Award for pioneering and original research, e nel 1997 il Japan Prize. Nel 2014 ricevette il IEEE Robotics and Automation Award.
In suo onore venne istituito dalla Robotics Industries Association il Joseph F. Engelberger Award nel 1977.
Il robot Unimate è nella Robot Hall of Fame dal 2003.